# Slađana Pop-Lazić
Slađana Pop-Lazić (szerbül: Слађана Поп-Лазић, Belgrád, 1988. július 26. –) szerb válogatott kézilabdázó, beálló. Visszavonulását megelőzően a francia Brest Bretagne Handball játékosa volt.

## Pályafutása

### Klubcsapatokban
Pályafutását hazájában kezdte, ahol a Niš és a Zaječar csapatával is bajnoki címet szerzett. 2012 júniusában szerződött a francia élvonalban szereplő Besançonhoz. Két szezon elteltével a csapat kiesett az első osztályból, azonban főként a másodosztály legjobbjának választott Pop-Lazić teljesítményének köszönhetően, a 2014–2015-ös idény végén visszajutott az élvonalba. A 2015–2016-os idényt megelőzően a Metz Handball igazolta le.
Első idényének végén megnyerte csapatával a francia bajnokságot és bekerült az idény All Star-csapatába is. A 2016–2017-es szezonban a Metzcel mindkét hazai sorozatot megnyerte, és a Bajnokok Ligájában is egészen a negyeddöntőig jutott, ott azonban a későbbi győztes Győri Audi ETO összesítésben jobbnak bizonyult. Az idény végén Franciaországban újból bekerült a szezon All Star-csapatába.
A 2017–2018-as idényt megelőzően a bajnoki rivális Brest Bretagne Handball igazolta le, akikkel első idényében kupagyőztes lett. 2019 januárjában három évvel meghosszabbította szerződését a klubbal. A 2021-2022-es szezont követően fejezte be pályafutását.

### A válogatottban
A szerb válogatottal négy Európa-bajnokságon és egy világbajnokságon vett részt.

## Sikerei, díjai
Niš
- Szerb bajnok: 2008

Zaječar
- Szerb bajnok: 2010, 2011, 2012

Besançon
- Francia másodosztály, bajnok: 2015

Metz
- Francia bajnok: 2016, 2017
- Francia Kupa-győztes: 2017

Brest
- Francia Kupa-győztes: 2018